# 1991年の読売ジャイアンツ
1991年の読売ジャイアンツ（1991ねんのよみうりジャイアンツ）では、1991年の読売ジャイアンツの動向をまとめる。
この年の読売ジャイアンツは、2回目の藤田元司監督体制の3年目（通算6年目）のシーズンである。

## 概要
前年2位広島に22ゲーム差をつけてペナントレースを独走し優勝しながら、日本シリーズで西武を相手に1勝もできず敗退した影響が残ったままシーズンを迎えることになったが3年目の藤田監督はこのシーズンのテーマを「選手の自主性」と定めて西武野球との差を埋めようとしたものの、リーグ内では従来のチーム戦略を踏襲するものとなった。しかしその結果、前年の日本シリーズで露呈した弱点がこの年現れることとなった。野手陣では新外国人のフィル・ブラッドリーが一定の成績を収め、原辰徳・駒田徳広なども奮闘するが打線の繋がりに欠いた。また守備面でのエラーで決勝点を奪われる試合が多く、失策数も前年48個だったのが76個だった。さらに、チーム盗塁阻止率も正捕手の村田真一の弱肩や中尾孝義の衰えもあってこの年.156で2年連続12球団ワーストを記録し、なかでも8月13日の大洋戦では8盗塁を許す惨状であった。投手陣も前年ほどの安定感はなく、先発陣は孤軍奮闘の桑田真澄を除いて斎藤雅樹、槙原寛己、木田優夫らが軒並み不調でチーム防御率が3.72へ低下し、桑田と香田勲男以外は貯金を作れず(香田も貯金は1つだけ)前年80勝を挙げた6人での合計は56勝に終わる。最後はヤクルトとの3位争いに敗れて1979年以来12年ぶりのBクラスとなる4位に転落した。カード別成績では最下位の阪神に19勝7敗と大きく勝ち越した以外は貯金を増やせず、5位の大洋には13勝13敗と苦戦した（2桁セーブを記録している投手がいるチームに勝ち越しできずストッパーが固定されてない阪神にしかシーズン勝ち越しできなかった）。シーズン終了後、藤田監督の腹心だった近藤昭仁ヘッドコーチ・松原誠打撃コーチが解任された。ブラッドリーもチームになじめず、シーズン終了後に退団した。

## チーム成績

### レギュラーシーズン
|   | 開幕：4/6 | 開幕：4/6    | 5/1 | 5/1          | 6/1 | 6/1          | 7/2 | 7/2          | 8/1 | 8/1          | 9/1 | 9/1          |
| - | --------- | ------------ | --- | ------------ | --- | ------------ | --- | ------------ | --- | ------------ | --- | ------------ |
| 1 | 二        | 篠塚利夫     | 右  | 緒方耕一     | 三  | 篠塚利夫     | 二  | 緒方耕一     | 右  | 西岡良洋     | 三  | 岡崎郁       |
| 2 | 遊        | 川相昌弘     | 遊  | 川相昌弘     | 遊  | 川相昌弘     | 遊  | 上田和明     | 遊  | 川相昌弘     | 遊  | 川相昌弘     |
| 3 | 中        | ブラッドリー | 二  | 篠塚利夫     | 右  | 吉村禎章     | 一  | 駒田徳広     | 一  | 駒田徳広     | 一  | 駒田徳広     |
| 4 | 左        | 原辰徳       | 三  | 原辰徳       | 左  | 原辰徳       | 左  | 原辰徳       | 左  | 原辰徳       | 左  | 原辰徳       |
| 5 | 三        | 岡崎郁       | 中  | ブラッドリー | 中  | ブラッドリー | 三  | 岡崎郁       | 中  | ブラッドリー | 中  | ブラッドリー |
| 6 | 右        | 吉村禎章     | 左  | 西岡良洋     | 一  | 駒田徳広     | 中  | ブラッドリー | 二  | 岡崎郁       | 右  | 吉村禎章     |
| 7 | 一        | 駒田徳広     | 一  | 駒田徳広     | 捕  | 村田真一     | 右  | 吉村禎章     | 三  | ゴンザレス   | 二  | ゴンザレス   |
| 8 | 捕        | 中尾孝義     | 捕  | 村田真一     | 二  | 福王昭仁     | 捕  | 吉原孝介     | 捕  | 村田真一     | 捕  | 村田真一     |
| 9 | 投        | 槙原寛己     | 投  | 木田優夫     | 投  | 斎藤雅樹     | 投  | 宮本和知     | 投  | 斎藤雅樹     | 投  | 宮本和知     |

| 順位 | 4月終了時 | 4月終了時 | 5月終了時 | 5月終了時 | 6月終了時 | 6月終了時 | 7月終了時 | 7月終了時 | 8月終了時 | 8月終了時 | 9月終了時 | 9月終了時 | 最終成績 | 最終成績 |
| ---- | --------- | --------- | --------- | --------- | --------- | --------- | --------- | --------- | --------- | --------- | --------- | --------- | -------- | -------- |
| 1位  | 大洋      | --        | 広島      | --        | 中日      | --        | 中日      | --        | 中日      | --        | 広島      | --        | 広島     | --       |
| 2位  | 広島      | 1.0       | ヤクルト  | 0.0       | ヤクルト  | 1.5       | ヤクルト  | 1.0       | 広島      | 4.5       | 中日      | 3.0       | 中日     | 3.0      |
| 3位  | ヤクルト  | 1.0       | 中日      | 2.0       | 巨人      | 5.0       | 広島      | 3.5       | ヤクルト  | 6.0       | ヤクルト  | 8.5       | ヤクルト | 7.0      |
| 4位  | 巨人      | 1.0       | 巨人      | 2.0       | 広島      | 6.0       | 巨人      | 5.0       | 巨人      | 6.0       | 巨人      | 9.5       | 巨人     | 8.0      |
| 5位  | 中日      | 1.5       | 大洋      | 2.5       | 大洋      | 12.0      | 大洋      | 13.5      | 大洋      | 16.5      | 大洋      | 13.0      | 大洋     | 10.0     |
| 6位  | 阪神      | 4.5       | 阪神      | 8.5       | 阪神      | 20.5      | 阪神      | 22.0      | 阪神      | 24.0      | 阪神      | 23.0      | 阪神     | 26.0     |

| 順位 | 球団               | 勝 | 敗 | 分 | 勝率 | 差   |
| 1位  | 広島東洋カープ     | 74 | 56 | 2  | .569 | 優勝 |
| 2位  | 中日ドラゴンズ     | 71 | 59 | 1  | .546 | 3.0  |
| 3位  | ヤクルトスワローズ | 67 | 63 | 2  | .515 | 7.0  |
| 4位  | 読売ジャイアンツ   | 66 | 64 | 0  | .508 | 8.0  |
| 5位  | 横浜大洋ホエールズ | 64 | 66 | 1  | .492 | 10.0 |
| 6位  | 阪神タイガース     | 48 | 82 | 0  | .369 | 26.0 |

## オールスターゲーム1991
| - 監督 藤田元司 | - ファン投票 桑田真澄 篠塚利夫 岡崎郁 原辰徳 吉村禎章 | - 監督推薦 槙原寛己 駒田徳広 |

## できごと

### 4月
- 6・7日の中日との開幕2連戦を連敗スタート。連敗スタートは11年ぶり。
- 14日の広島戦で桑田真澄がプロ初セーブを記録。
- 27日の大洋戦で宮本和知は、初回の先頭打者のヒット1本のみに抑え、完封勝ち（四球1）。
- 30日に実質的オーナーの務臺光雄名誉会長が逝去。

### 5月
- 22日のヤクルト戦で、プロ3年目の松谷竜二郎が完投で初勝利。

### 6月
- 21日の大洋戦、5回まで0対8と大きくリードされたが、打線が奮起し9回までに同点に追いつくと、延長11回に村田真一のタイムリーでサヨナラ勝ち。
- 25日のヤクルト戦は5対16と大敗。16失点は球団史上ワースト5番目の記録（当時）。

### 7月
- 19日の中日戦、7回まで8対0と楽勝ムードも、8回に先発の槙原寛己が崩れて7失点するなど8対9と逆転負けを喫する。
- 22日、デニー・ゴンザレスの入団を発表。
- 28日のヤクルト戦に負けて、自力優勝が消滅した。

### 8月
- 13日の大洋戦で8盗塁を許す。この試合の先発は斎藤雅樹、捕手は村田真一であった。また、6回に斎藤が投じた62球は、1回における投球数としては当時日本記録だった（現在は2位タイ）。

### 10月
- 5日の阪神戦で原辰徳がセ・リーグ新記録の12犠飛。
- 12年ぶりのBクラスが確定。

## 表彰選手
| 受賞者なし | - ベストナイン 原辰徳（外野手、2年連続2度目） - ゴールデングラブ賞 桑田真澄（投手、3年ぶり3度目） 駒田徳広（一塁手、3年連続3度目） 川相昌弘（遊撃手、3年連続3度目） |

## ドラフト
| 順位 | 選手名     | ポジション | 所属         | 結果 |
| ---- | ---------- | ---------- | ------------ | ---- |
| 1位  | 谷口功一   | 投手       | 天理高       | 入団 |
| 2位  | 小原沢重頼 | 投手       | 城西大学     | 入団 |
| 3位  | 松岡正樹   | 捕手       | 平安高       | 入団 |
| 4位  | 伊藤博康   | 外野手     | 東北福祉大学 | 入団 |
| 5位  | 三好正晴   | 投手       | 川口工業高   | 入団 |
| 6位  | 羽根川竜   | 投手       | 東北高       | 入団 |